# Быков, Георгий Иванович
Георгий Иванович Быков — советский хозяйственный, государственный и политический деятель, командир корабля Ил-18 отдельного авиаотряда гражданской авиации Министерства гражданской авиации СССР, гор. Москва. Герой Социалистического Труда (1971).

## Биография
Родился в 1918 году в деревне Мотавино. Член КПСС.
С 1936 года — на хозяйственной, общественной и политической работе. В 1936—1978 гг. — красноармеец, участник Великой Отечественной войны, командир звена 1-го авиационного полка 1-й транспортной авиационной дивизии 16-й воздушной армии 3-го Украинского фронта, командир корабля 1-го авиатранспортного полка 10-й гвардейской авиатранспортной дивизии Гражданского воздушного флота, командир корабля Ил-18 отдельного авиаотряда гражданской авиации Министерства гражданской авиации СССР в городе Москве.
15 июня 1971 года неопубликованным Указом удостоен звания Героя Социалистического Труда Президиума Верховного Совета СССР «за выдающиеся успехи в выполнении заданий пятилетнего плана по перевозке пассажиров воздушным транспортом, применению авиации в народном хозяйстве страны и освоении новой авиационной техники» с вручением ордена Ленина и золотой медали Серп и Молот.
Заслуженный пилот СССР.
Умер в Москве в 1992 году.